# Shū Hiramatsu
Shū Hiramatsu (平松 宗?, Hiramatsu Shū; Niigata, 20 novembre 1992) è un calciatore giapponese, attaccante svincolato.